# 21 settembre
Il 21 settembre è il 264º giorno del calendario gregoriano (il 265º negli anni bisestili). Mancano 101 giorni alla fine dell'anno.

## Eventi
- 19 a.C. – Muore a Brindisi Publio Virgilio Marone
- 37 – Il Senato concede a Caligola il titolo di Pater Patriae
- 454 – L'imperatore romano Valentiniano III uccide il generale Ezio durante un'udienza
- 1551 – A Città del Messico l'arcivescovo Juan de Zumárraga e il viceré Antonio de Mendoza fondano la Reale e pontificia università del Messico (oggi UNAM), la più antica università d'America
- 1745 – Battaglia di Prestonpans: l'esercito degli Hannover al comando di John Cope viene sconfitto dalle forze Giacobite del principe Charles Edward Stuart
- 1765 – Antoine de Beauterne annuncia di aver ucciso la Bête du Gévaudan (francese, la Bestia dello Gévaudan, una sorta di mostro)
- 1769 – Papa Clemente XIV pubblica le lettere encicliche Decet Quam Maxime, sulla corruzione dei chierici, esortazioni e disposizioni per rimediarvi[1]
- 1780 – Guerra d'indipendenza americana: Benedict Arnold dà ai britannici le carte del West Point
- 1792 – La Convenzione nazionale francese vota l'abolizione della monarchia: nasce la Repubblica francese
- 1827 – Joseph Smith sostiene di aver ricevuto dall'angelo Moroni un insieme di lastre d'oro, un terzo delle quali viene tradotto nel Libro di Mormon
- 1860 – Nella seconda guerra dell'oppio, un contingente anglo-francese sconfigge le truppe cinesi nella battaglia di Palikao
- 1896 – Truppe britanniche guidate da Horatio Kitchener catturano Dongola in Sudan
- 1897 – Nel giornale The New York Sun viene pubblicata la lettera Si, Virginia, c'è un Babbo Natale
- 1898 – L'imperatrice vedova Cixi prende il potere in Cina e pone fine alla Riforma dei cento giorni
- 1904 – Finisce il primo sciopero generale italiano (iniziato il 16 settembre dello stesso anno)
- 1921 – Esplosione di nitrato d'ammonio in un magazzino di prodotti chimici a Oppau, in Germania, 561 vittime
- 1923 – Angelo Tasca, Palmiro Togliatti, Giuseppe Vota, Egidio Gennari, Alfonso Leonetti assieme ad altri membri del PCI vengono arrestati e portati a San Vittore
- 1924 – Viene inaugurato a Lainate il primo tratto dell'autostrada dei Laghi, da Milano a Varese, la prima autostrada realizzata al mondo
- 1931 – Abbandono definitivo del gold standard da parte della Gran Bretagna
- 1937 – J.R.R. Tolkien pubblica Lo Hobbit
- 1938 – Il grande uragano del 1938 si abbatte su Long Island, a New York; il numero stimato di morti è di 600 persone
- 1939 – I membri favorevoli al nazismo della Garda de Fier (rumeno, Guardia di Ferro) assassinano il primo ministro rumeno Armand Călinescu
- 1942 – Debutto del Boeing B-29 Superfortress
- 1943 – Insurrezione della città di Matera contro il nazifascismo e Strage di Matera
- 1950 – George Marshall giura come terzo segretario della difesa degli Stati Uniti d'America
- 1952 – Florence Chadwick è la prima donna ad attraversare a nuoto lo stretto di Catalina (California) in 13 ore, 45 minuti e 32 secondi, nuovo record assoluto
- 1964
  - Malta ottiene l'indipendenza dal Regno Unito
  - L'XB-70 Valkyrie, il primo aeroplano a raggiungere la velocità di 3 Mach, intraprende il suo volo inaugurale da Palmdale, in California
- 1965 – Gambia, Maldive e Singapore entrano a far parte dell'ONU
- 1971 – Il Bhutan entra a far parte dell'ONU
- 1972
  - Il presidente filippino Ferdinand Marcos emana il proclama N. 1081, ponendo l'intera nazione sotto legge marziale
  - Viene impiantata nell'isola sarda Santo Stefano nell'arcipelago di La Maddalena una base statunitense di sommergibili nucleari
- 1976
  - A Washington l'ex ministro del governo di Salvador Allende, Orlando Letelier, viene assassinato tramite una bomba collocata nella sua automobile.
  - Le Seychelles entrano nell'ONU
- 1981
  - Il Belize ottiene la piena indipendenza dal Regno Unito e adotta una propria bandiera
  - Sandra Day O'Connor, la prima giudice donna della Corte suprema, viene eletta dal Senato all'unanimità
- 1984 – Il Brunei entra nell'ONU
- 1989 – L'uragano Hugo si abbatte sullo Stato statunitense della Carolina del Sud
- 1990 – Il giudice Rosario Livatino viene assassinato, a soli 38 anni, mentre percorre la statale Agrigento-Caltanissetta, in Sicilia
- 1991 – L'Armenia ottiene l'indipendenza dall'Unione sovietica
- 1993 – Il presidente russo Boris El'cin sospende il parlamento e annulla la costituzione in vigore, innescando così la Crisi costituzionale russa del 1993
- 1995 – Avviene il presunto miracolo indù del latte, nel quale delle statue raffiguranti la divinità induista Ganesh sembrano bere latte quando vengono avvicinati alla loro bocca dei cucchiai contenenti tale bevanda
- 1999 – A Taiwan, terremoto di magnitudo 7,6 della scala Richter
- 2000 – Scade il brevetto (numero 4.405.829) del RSA
- 2001
  - Deep Space 1 vola a 2.200 km dalla cometa 19P/Borrelly
  - In Francia esplode una fabbrica AZF; ci sono 30 morti e 2500 feriti, oltre a notevoli danni materiali
- 2003 – La sonda Galileo termina la sua missione gettandosi nella schiacciante atmosfera del nucleo di Giove
- 2004 – Il Partito Comunista indiano e il Centro Comunista Maoista dell'India si uniscono, formando il Partito Comunista indiano
- 2006 – Le autorità militari irachene assumono direttamente la responsabilità della sicurezza nella provincia di Dhi Qar, già sotto il comando britannico e italiano

## Nati
Ci sono circa 1 210 voci su persone nate il 21 settembre; vedi la pagina Nati il 21 settembre per un elenco descrittivo o la categoria Nati il 21 settembre per un indice alfabetico.

## Morti
Ci sono circa 510 voci su persone morte il 21 settembre; vedi la pagina Morti il 21 settembre per un elenco descrittivo o la categoria Morti il 21 settembre per un indice alfabetico.

## Feste e ricorrenze

### Civili
Internazionali:
- ONU – Giornata internazionale della pace
- OMS – Giornata mondiale dell'alzheimer

Nazionali:
- Armenia – Festa nazionale
- Belize – Festa nazionale
- Francia – nel calendario rivoluzionario francese, il Giorno delle ricompense (uno dei sanculottidi)
- Malta – Festa nazionale, ricordo dell'indipendenza ottenuta nel 1964
- Brasile – Dia da Arvore

### Religiose
Cristianesimo:
- San Matteo apostolo ed evangelista
- Sant'Alessandro vescovo e martire
- San Cadog Ddoeth, abate
- San Castore di Apt, vescovo
- Sant'Eusebio martire in Fenicia
- Santi Eusebio, Nestabo e Zenone, martiri
- Santi Francesco Jaccard e Tommaso Tran Van Thien, martiri
- San Gerulfo di Tronchiennes, martire
- San Giacomo Chastan, sacerdote e martire
- San Giona di Palestina, monaco
- San Giona, profeta
- Sant'Ifigenia, vergine in Etiopia
- San Landelino di Ettenheim, eremita e martire
- San Laurent Imbert, vescovo e martire
- Santa Maura di Troyes
- San Panfilo di Roma, martire
- San Pietro Maubant, sacerdote e martire
- San Quadrato di Atene, vescovo
- Beata Caterina Aliprandi, clarissa
- Beato Eugenio García Pampliega, sacerdote trappista, martire
- Beato José Azurmendi Larrìnaga, sacerdote francescano, martire
- Beato Marco da Modena, domenicano
- Beato Tristano de Salazar, mercedario
- Beati Vincenzo Galbis Girones ed Emanuele Torrò Garcia, martiri
- Beato Vincenzo Pastor Garrido, sacerdote trappista, martire

Wicca:
- Mabon o Modron